# Jacques Grinberg
Pour les articles homonymes, voir Grinberg.
Jacques Grinberg est un peintre et écrivain bulgare, israélien et français né le 10 janvier 1941 à Sofia en Bulgarie et mort le 31 mai 2011 à Paris.

## Biographie

### 1941-1960
Jacques Grinberg quitte la Bulgarie avec sa famille à l’âge de 13 ans pour Israël. Il est d'abord scolarisé dans un kibboutz. Puis très tôt attiré par la peinture, il s’inscrit dès 1958 à l’Avni Art Institute de Tel Aviv. Il y étudiera durant trois années avec comme professeurs Mokadi, Stematsky et Streichman.

### 1961-1970
Il expose pour la première fois à la Katz Gallery (Tel Aviv, Israël) en 1959 puis à la Chemerinsky Art Gallery (Tel Aviv, Israël) en 1961. Jeune peintre, il choisit de partir pour Paris en 1962. Il emménage dans une petite colonie d’artistes, rue d'Alésia et fréquente le quartier Montparnasse.
En 1963, il expose à Oslo (« Quatre jeunes peintres israéliens », galerie 27) puis à Bruxelles (« Art graphique juif », librairie la Proue) ainsi qu’à Gand (« Peintres israéliens à Paris », galerie Kaleidoskoop) et à Madrid.
Le galeriste Jo Verbrugghen le remarque et organise la première exposition personnelle de Grinberg à la galerie Kaleidoskoop à Gand. En 1964, il entre à la galerie d’André Schoeller junior à Paris, qui lui prépare plusieurs expositions personnelles ; il restera sous contrat avec ce marchand jusqu'en 1970.
Durant cette même période, il expose seul à la Greer Gallery de New-York et participe à de nombreuses expositions collectives en Suisse (« Rencontres », galerie Krugier à Genève, « Galeries Pilotes », musée de Lausanne), en France (« Moralités » galerie Lahumière à Paris), à Ibiza (galeria Ivan Spence à Ibiza) mais aussi en Autriche, en Yougoslavie et aux Pays-Bas. Promoteur d’une approche figurative renouvelée, il se fait également remarquer dans les Salons — Salon de la jeune peinture, Salon de mai, Salon des Grands et Jeunes d’aujourd’hui — tant par son langage violent et politique anti-bourgeois et anti-militariste que pour la maîtrise de son expression picturale.
Lors de ces rendez-vous artistiques — expositions de groupe, salons —, il expose aussi bien avec Maryan, Paul Rebeyrolle, Saura et Hervé Télémaque qu’avec Valerio Adami, Gilles Aillaud, Eduardo Arroyo, François Arnal, Jacques Monory, Bernard Rancillac, Antonio Recalcati, Antonio Seguí, Tisserand[Lequel ?]. Les critiques sont impressionnés par son travail et le considèrent comme l’un des pionniers de la Nouvelle figuration.

### 1971-1983
À la suite de la fermeture de la galerie Schoeller, Jacques Grinberg repart vivre en Israël durant une année.
Revenu à Paris, il loue un atelier à Saint-Germain-des-Prés. Il élargit son spectre d’inspiration. Il intègre de nouvelles influences : kabbale, tao, arts de Mexique. Il explore et multiplie les recherches picturales.
En 1973, il présente des lithographies à la Bibliothèque nationale de France puis à la galerie de France, avec Pierre Alechinsky, Erro, Asger Jorn, Roberto Matta et Roland Topor. La même année, il collabore de nouveau avec le marchand belge Jo Verbrugghen. Une importante exposition personnelle intitulée « 10 ans après » lui est consacrée au musée Sint Pietersabdij de Gand.
En 1974, il retourne dans le quartier Montparnasse, successivement dans un atelier rue des Plantes, puis rue Campagne-Première. À cette époque, il voyage au Mexique, en Grèce pays dont il ramène de nombreux travaux. Il vit et travaille également quelque temps à Londres.

### 1984-1994
Jacques Grinberg séjourne de nouveau en Israël. Il y réalise trois expositions personnelles, d’abord à la galerie Dvir (Tel Aviv) en 1984 et 1985, puis à la galerie 27 en 1987 (Tel Aviv). L’œuvre de Jacques Grinberg touche alors un public enthousiaste et ses expositions bénéficient d’un large écho médiatique.
Grinberg revient en France en 1987. Il renoue avec Cérès Franco, amie de vingt ans et directrice de la galerie l’œil de Bœuf à Paris. Cette dernière le soutient et lui prépare quatre expositions personnelles entre 1988 et 1991.
Il s'installe définitivement à Malakoff en 1991.

### 1995-2011
Durant cette période, Jacques Grinberg se consacre désormais de façon exclusive à la création. Sa production picturale est sûre et intense. Il commence à écrire et fait imprimer de nombreux recueils.
En 1997, ses gravures sont exposées à la galerie Jacques à Ann Arbor dans le Michigan. Et la galerie Idées d’artistes lui organise en 2002 ce qui sera sa dernière exposition personnelle et qu'il intitule « Véhément, mélancolique ». Certaines de ses œuvres continuent à être régulièrement présentées à travers la France lors des expositions publiques de la collection Cérès Franco.
En 2008, la galerie Polad-Hardouin, souhaitant rendre un hommage aux peintres de la Nouvelle figuration des années 1960, organise une exposition manifeste intitulée « Nouvelle figuration : Acte III ». Jacques Grinberg y présente des œuvres de cette époque aux côtés notamment de Maryan, Michel Macréau, Paul Rebeyrolle, Antonio Saura, John Christoforou et Bengt Lindström.
Fermement indépendant et fou de peinture, il continue librement ses recherches en se renouvelant sans cesse jusqu’à son décès survenu le 31 mai 2011.

## Expositions

### Expositions personnelles
- 1963 : Galerij Kaleidoskoop, Gand, Belgique.
- 1964 : galerie André Schoeller Jr., Paris, France.
- 1965 : galerie André Schoeller Jr., Paris, France.
- 1973 : Centrum voor Kunst en Cultuur, Sint Pietersabdij, Gand, Belgique.
- 1984 : Dvir Gallery, Tel Aviv, Israël.
- 1985 : Dvir Gallery, Tel Aviv, Israël.
- 1987 : Gallery 27, Tel Aviv, Israël.
- 1988 : galerie L'Œil de Bœuf, Cérès Franco, Paris, France.
- 1990 : galerie L'Œil de Bœuf, Cérès Franco, Paris, France.
- 1991 : galerie L'Œil de Bœuf, Cérès Franco, Paris, France.
- 1994 : galerie L'Œil de Bœuf, Cérès Franco, Paris, France.
- 2002 : "Véhément Mélancolique", galerie Idées d'artistes, Paris, France.
- 2012 : exposition rétrospective 1961-2011, Cité internationale des arts, Paris, France.
- 2014 : "À la force des pinceaux", Centre culturel Bulgare, Paris, France.
- 2015 : "Jacques Grinberg - Paintings", musée d'Art de Ein harod, Israël.
- 2016 : "Entre chair et esprit", Maison des arts de Châtillon, France.
- 2016 : "Jacques Grinberg, exposition monographique", galerie La minotaure et galerie Alain Le Gaillard, Paris, France.
- 2016 : "Un peintre sans concession", musée d'Art moderne de la ville de Paris, France.
- 2021 : "Panorama 1964-2010", galerie Kaléidoscope, Paris, France.

### Expositions collectives
- 1959 : Katz Gallery, Tel-Aviv, Israël.
- 1961 : Chemerinsky Art Gallery, Tel-Aviv, Israël.
- 1963 "Quatre jeunes peintres israéliens", Galleri 27, Oslo, Norvège.
- 1963 : Galeria Privada, Madrid, Espagne.
- 1963 : "Art graphique juif", librairie La Proue, Bruxelles, Belgique.
- 1963 : "Peintres israéliens à Paris", galerie Kaleidoskoop, Gand, Belgique.
- 1964 : "Moralités", galeries Lahumiere-Levin, Paris, France.
- 1964 : "Rencontres", galerie Krugier, Genève, Suisse.
- 1964 : "28 Peintres d'aujourd'hui", galerie André Schoeller, Paris, France.
- 1964 Salon de la Jeune peinture, musée d’Art moderne de la Ville de Paris, France.
- 1964 : Salon de mai, musée d’Art moderne de la Ville de Paris.
- 1964 : Salon Grands et Jeunes d’aujourd’hui, musée d’Art moderne de la Ville de Paris, France.
- 1965 : Salon de mai, musée d’Art moderne de la Ville de Paris, France.
- 1965 : Salon de la Jeune peinture, musée d’Art moderne de la Ville de Paris, France.
- 1966 : Esperanto Gallery, New York, États-Unis.
- 1966 : "Galeries pilotes", musée de Lausanne, Suisse.
- 1966 : Salon de mai, musée d’Art moderne de la Ville de Paris.
- 1966 : Salon Grands et Jeunes d’aujourd’hui, musée d’Art moderne de la Ville de Paris, France.
- 1967 : "Figures et histoires", Galerie Heide Hildebrand, Klagenfurt, Autriche.
- 1967 : "Portraits", galerie Claude Bernard, Paris.
- 1967 : Salon de mai, musée d’Art moderne de la Ville de Paris.
- 1968 : 1re Exposition internationale de dessins, Musée d’Art moderne de Rijeka, Yougoslavie.
- 1969 : Galeria Ivan Spence, Ibiza, Espagne.
- 1969 : galerie Claude Levin, Paris, France.
- 1970 : galerie T., Haarlem., Pays-Bas.
- 1973 : "Atelier Clot. Éditions originales", Galerie de France, Paris, France.
- 1991 : "Nouvelle figuration version 90", galerie L'Œil de Bœuf, Paris, France.
- 1992 : "Petits formats", galerie L'Œil de Bœuf, Paris, France.
- 1993 : "l'Anormalita dell'Arte", Refettorio delle stelline, Milan, Italie.
- 1996 : "Boomerang", Paris, France.
- 1997 : galerie Jacques, Ann Arbord, Michigan, États-Unis.
- 1999 : "Biz'art", Bures sur Yvette, France.
- 1999 : "L'arte del's 70", musée d'Art contemporain, Ibiza, Espagne.
- 2000 : Collection Cérès Franco, château de Belval, Miramas, France.
- 2001 : "L'art sous pression", Collection Cérès Franco, espace Écureuil, Toulouse France.
- 2001 : "Entre noirs et blancs", galerie Idées d'artistes, Paris, France.
- 2003 : "Désirs Brut", 6e forum des arts plastiques en Île-de-France, Les Ulis, France.
- 2003 : "Désirs Brut", Le Kremlin-Bicêtre, France.
- 2003 : "Entre noirs et blancs", galerie Idées d'artistes Paris, France.
- 2004 : "Un art de l'imaginaire débridé", collection Cérès Franco, grand théâtre d'Angers, France.
- 2004-2005 : "Fragments d'Artistes", galerie Idées d'Artistes, Paris, France.
- 2005 : "Les Imagiers Débridés", Collection Cérès Franco, Carcassonne, France.
- 2008 : "Nouvelle figuration : Acte III", galerie Polad-Hardouin, Paris, France.
- 2009 : "Désirs Bruts", Collection Cérès Franco, Bancaja-Fundacion Caja Castellon, Espagne.
- 2013 : "Den nya figurationen", World art day 15 avril, Härnösand, Suède.
- 2013 : "Désirs Bruts", Collection Cérès Franco, Maison des Arts, Châtillon, France.
- 2014 : "Retour sur quelques artistes de la Nouvelle Figuration", galerie Polad-Hardouin, Paris, France.
- 2015 : "En grand format", exposition inaugurale de la Coopérative-Collection Cérès Franco, Montolieu, France.
- 2017 : Collection Laurent Dumas, villa Emerige, Paris.
- 2016 : Perpetuum Mobile, Collection Cérès Franco, galerie Dominique Polad-Hardouin, Paris.
- 2017 : L’Internationale des visionnaires, La Coopérative-Collection Cérès Franco, Montolieu, France.
- 2017 : Poussin, Picasso, Bacon, Le Massacre des Innocents, domaine de Chantilly, Chantilly.
- 2018 : "Los Modernos. Dialogues France/Mexique", musée des Beaux-Arts de Lyon, France.
- 2018 : "En quête de Graal", La Coopérative de Montolieu, Occitanie, France.
- 2018 : "La Marge au Centre", L’École des filles de Huelgoat, Bretagne, France.
- 2019 : "Cérès Franco en territoires imaginaires", musée d'Art naïf et d'Arts singuliers, Laval, France.
- 2019 : "Les croqueurs d'étoiles", La Coopérative, musée Cérès Franco, Montolieu, France.
- 2019 : "Colorful Christmas", galerie Françoise Livinec, Paris, France.
- 2019 : "Jacques / Mao / Maryan - Trois Personnages, Trois visions", galerie Kaléidoscope, Paris, France.
- 2019 : "Cérès Franco en territoires imaginaires", musée d'Art naïf et d'Arts singuliers, Laval, France.
- 2020 : "Rose(s) - Sept peintres de 1960 à nos jours", galerie Kaléidoscope, Paris, France.
- 2020 : "Ogres et Croque-mitaines", musée d'Art naïf et d'Arts singuliers, Laval, France.
- 2020 : "Les voleurs de feu", musée Cérès Franco - Coopérative de Montolieu, France.
- 2021 : "L'Œil de Bœuf", librairie Ombres Blanches, Toulouse, France.
- 2022 : "Art cruel", musée Jenisch, Vevey, Suisse.
- 2022 : "Paris  Nouvelle Figuration 1957-1965", Galerie Kaléidoscope, Paris
- 2022 : "Varia#1", Galerie Kaléidoscope, Paris
- 2023 : "Salon Art Paris", Galerie Kaléidoscope, Grand Palais éphémère, Paris
- 2023 : "Varia#2 - Portrait de l'homme en animal", Galerie Kaléidoscope, Paris
- 2024 : "Arts Brut", Musée d’arts brut, singulier & autres, Montpellier
- 2024 : "Salon BRAFA ART FAIR", Galerie Kaléidoscope, Belgique

## Publications
- Pariféérique, textes de Jacques Grinberg, illustrations : Jacques Grinberg, Ilya Grinberg, Rama Grinberg, Sylla Grinberg, Malakoff, 2010.
- Guêtres rousses, textes de Jacques Grinberg, illustrations : Jacques Grinberg, Ilya Grinberg, Malakoff, 2009.
- Inconnu, textes de Jacques Grinberg, Illustrations : Ilya Grinberg, Jacques Grinberg, Sylla Grinberg, Agnès Lautier, Malakoff, 2008/2009.
- Interférence, textes de Jacques Grinberg, illustrations : Ilya Grinberg, Jacques Grinberg, Sylla Grinberg, Agnès Lautier, Malakoff, 2008.
- Proximité – Approximatif, textes de Jacques Grinberg, illustrations : Jacques Grinberg, Ilya Grinberg, Malakoff, 2007.
- Le creux – Le crochet, textes de Jacques Grinberg, illustrations : Jacques Grinberg, Ilya Grinberg, Francis Schklowsky, Malakoff, 2006.
- Les méchantes - les naïfs, textes de Jacques Grinberg, illustrations : Ilya Grinberg, Jacques Grinberg et Sylla Grinberg, Malakoff, 2004.
- Un peu de soufre, textes de Jacques Grinberg, illustrations:Jacques Grinberg, Ilya Grinberg, Joseph Varty, Stéphanie Zanditenas, Malakoff, 2003.
- Soleil liquide – Loukoum extrême, texte et illustrations de Jacques Grinberg, Malakoff, 2002.
- Les Orbites, texte de Jacques Grinberg, illustrations : Jacques Grinberg, Ilya Grinberg, Joseph Varty, Stéphanie Zanditenas, Malakoff, 2002.
- Galoches, textes de Jacques Grinberg, illustrations : Jacques Grinberg, Ilya Grinberg, Joseph Varty, Stéphanie Zanditenas, Malakoff, 2001.
- Dits de la lumière, texte de Jacques Grinberg, illustrations : Ilya Grinberg et Joseph Varty, Malakoff, 2000
- Acoustique, texte de Jacques Grinberg, illustrations : Ilya Grinberg, Malakoff, 1999.
- Dictées, texte de Jacques Grinberg, Malakoff, 1998.
- Courte-Paille, texte de Jacques Grinberg, illustrations Jacques Grinberg, Ilya Grinberg, Joseph Varty, Stéphanie Zanditenas, Malakoff, 1997.
- Chroniques, dessins de Jacques Grinberg, 3 volumes, Malakoff, 1995.
- Boomerang, textes et illustrations : Franck Angevin, Francis Auxiette, Augustino Cardenas, Yann Charbonnier, Olivier Damerval, Brigitte Deniau, Dominique, Thibaud Grand, Ilya Grinberg, Jacques Grinberg, Sylla Grinberg, J.M., David Jousselin, François Jousselin, Tolay Mao, Ricky, Fabrice Roger, J.C. Sala, Francis Schklowsky, Charles Semser, Joseph Varty, Hugh Weiss, Stan Wiezniak, Stéphanie Zanditenas, Malakoff, 1996.

## Cinéma
- 1970 : La mouche, court métrage réalisé par Jacques Grinberg, avec Claude Melki.

## Élèves
- Joseph Varty (1962-2021), peintre, sculpteur et illustrateur, fils du peintre François Jousselin[3].